# Mike deGruy
Mike deGruy (Alabama, 29 dicembre 1951 – Australia, 4 febbraio 2012) è stato un direttore della fotografia statunitense.
Specializzato in cinematografia subacquea ha fatto parte del team che per primo ha filmato il calamaro vampiro e il nautilus.

## Biografia
Mike deGruy ha intrapreso la carriera come cinematografo subacqueo, realizzando filmati su varie specie marine, incluse le balene e gli squali. Con la sua Film Crew Inc., si era specializzato nella cinematografia subacquea, effettuando riprese per la BBC, il National Geographic e Discovery Channel, contribuendo alla produzione di documentari di grande successo come The Blue Planet e Ocean's series.
Il 2 aprile 1978 fu attaccato da uno squalo grigio del reef riportando una grave lesione sull'avambraccio destro.
Fu nel team della Deepsea Challenge, dove James Cameron raggiunse la Fossa delle Marianne.
Negli ultimi anni Mike divenne un pilota di sommergibile, riprese le bocche idrotermali dell'Atlantico e del Pacifico ed il Titanic ad una profondità di 12.500 piedi.
Muore il 4 febbraio 2012 in un incidente di elicottero vicino alla città di Berry nel Nuovo Galles del Sud, in Australia. Nel 2016 fu realizzato un documentario cinematografico sulla sua vita e il suo lavoro intitolato Diving Deep: The Life and Times of Mike deGruy.